# 온가노역
온가노역(일본어: 遠賀野駅)은 일본 후쿠오카현 노가타시에 위치한 지쿠호 전기 철도 지쿠호 전기 철도선의 철도역이다. 역 번호는 CK 19이며, 상대식 승강장 2면 2선의 구조를 갖춘 지상역이다.

## 타는 곳
| 1 | ■ 지쿠호 전기 철도선 | 하행 | 지쿠호노가타 방면                  |
| 2 | ■ 지쿠호 전기 철도선 | 상행 | 에이노마루 · 구로사키에키마에 방면 |

## 이용 현황
- 2013년도 기준 : 391명

## 역 주변
- 국도 제200호선

## 인접 역
| 지쿠호 전기 철도 지쿠호 전기 철도선  | 지쿠호 전기 철도 지쿠호 전기 철도선 | 지쿠호 전기 철도 지쿠호 전기 철도선 |
| ------------------------------------ | ----------------------------------- | ----------------------------------- |
| CK 18 고야노세 구로사키에키마에 방면 | ■ 지쿠호 전기 철도선                | 간다 CK 20 지쿠호노가타 방면        |